# Paulo Roberto de Almeida
Paulo Roberto de Almeida (nacido el 19 de noviembre de 1949 en São Paulo ) es un sociólogo y diplomático brasileño .
Almeida hizo sus estudios doctorales en ciencias sociales de la Université Libre de Bruxelles . Es diplomático desde 1977. Enseña en el Instituto Rio Branco y en el Centro Universitario de Brasília (UniCEUB). Desde 2003 fue asesor de la Secretaria de Assuntos Estratégicos del Presidente de Brasil.  Publicó libros sobre la política exterior brasileña.
El índice h de Almeida es 27 (en abril de 2024). 

## Publicaciones
- Nunca antes na diplomacia: a política externa brasileira em tempos não convencionais. Curitiba: Editora Appris, 2014. ISBN 978-85-8192-429-8
- O homem que pensou o Brasil: trayectoria intelectual de Roberto Campos. Curitiba: Appris Editora, 2017. ISBN 978-85-473-0485-0
- Oliveira Lima: al historiador de América. Recife: CEPE Editora, 2017. ISBN 978-85-7858-561-7
- Contra a current: ensaios contrarianistas sobre as relaçoes internacionais do Brasil 2014-2018. Curitiba: Appris, 2019. ISBN 978-85-473-2798-9
- Apogeo y demolición de la política exterior: itinerarios de la diplomacia brasileña. Curitiba: Editora Appris, 2021. ISBN 978-65-250-1634-4